# رومانس أوف ذا ثري كينغدومز 14
رومانس أوف ذا ثري كينغدومز 14 (بالإنجليزية:  Romance of the Three Kingdoms XIV)‏ هي لعبة فيديو تقمص الأدوار وإستراتيجية تناوب الأدوار، والنسخة الرابعة عشرة من سلسلة رومانس أوف ذا ثري كنغدومز، من تطوير ونشر شركة كوي تيكمو، صدرت اللعبة بتاريخ 16 يناير 2020 في اليابان وتايوان، وعالميا بتاريخ 28 فبراير 2020 على منصتي بلاي ستيشن 4 ومايكروسوفت ويندوز، وتبعها إصدار نينتندو سويتش عام 2021.

## اللعب
تتمثل طريقة اللعب في هذه اللعبة، في اختيار أي شخصية من خلال الانتصار على الأرض والبدء في تولي مسؤولية مصير الصين.

## الإصدار
بعد أيام قليلة من إصدارها، تم بيع أكثر من 20.000 نسخة من نسخة بلاي ستيشن 4 من اللعبة في اليابان، ثم شحنت اللعبة أكثر من 500000 نسخة عالميا بحلول عام 2021.